# カード遊びをする人々 (テニールス)
『カード遊びをする人々』（カードあそびをするひとびと、露: Картежники、英: Card Players）は、フランドルのバロック期の画家ダフィット・テニールスが1645年ごろ、板上に油彩で制作した絵画である (1867年にキャンバスに移し替えられている) 。画面右下に「D.TENIERS.F」の署名がある。作品はホートン・ホールにあったウォルポール・コレクションから購入され、1779年以来、サンクトペテルブルクのエルミタージュ美術館に所蔵されている。

## 作品

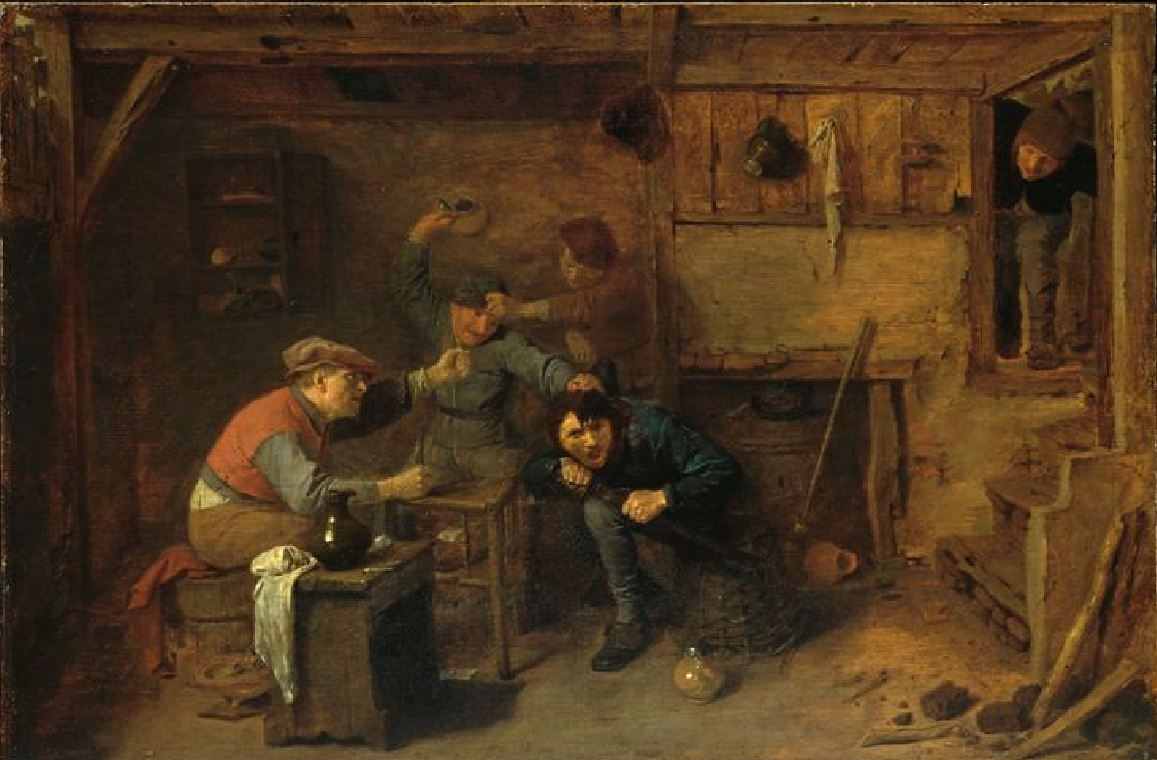
アドリアーン・ブラウエル『宿屋で喧嘩するカード遊びをする人々』 (1632-1633年ごろ)、アルテ・ピナコテーク、ミュンヘン

エルミタージュ美術館には、17世紀フランドルの傑出した画家テニールスの40点を超す作品があり、彼の作品に関して世界でも最大の収集の1つとなっている。テニールスは扱った主題が幅広いことで知られ、肖像画、風景画、宗教画、寓意画、さらに動物画や狩猟画など異なるジャンルにおいて卓越した画家であった。特に評価が高いのは、農民の生活に取材した情景である。
本作の主題と構図はアドリアーン・ブラウエルの作品 (例として、ミュンヘンのアルテ・ピナコテークにある『宿屋で喧嘩するカード遊びをする人々』が挙げられる) を拠り所としている。 このテニールスの絵画では、粗暴なブラウエル風の人物が暖炉のそばの喫煙者たちに見て取れる。しかし、彼らは二次的な位置しか占めておらず、前景でカード遊びをする、テニールスに典型的な3人の人物たちが主人公である。彼らが興じるカード遊びは、ヴァニタスの寓意として表現した主題、すなわち実りのない時間の浪費を象徴する。
なお、この絵画の制作年代は、画家の1640年代半ばの作品に特徴的な金色の色調を根拠としている。